# Mejer Felixowitsch Bokschtein
Mejer Felixowitsch Bokschtein (russisch Меер Феликсович Бокштейн, häufig Meir Bockstein oder Meyer Bockstein zitiert und Bokstein; * 4. Oktober 1913 in  Moskau; † 2. Mai 1990) war ein sowjetischer Mathematiker, der sich mit Algebraischer Topologie befasste.
Bockstein studierte an der Lomonossow-Universität mit dem Abschluss 1936 und wurde 1942 promoviert (russischer Doktortitel, entsprechend einer Habilitation). 1947 wurde er Professor. Er lehrte am Moskauer Pädagogischen Institut.
Er veröffentlichte seit Anfang der 1940er Jahre zur Topologie.
Er ist für Konzepte wie die Bockstein-Folge und den zugehörigen Bockstein-Homomorphismus in der Topologie bekannt. Auch die Bockstein-Spektralsequenz ist nach ihm benannt.

## Schriften
- Homology Invariants of topological spaces, Teil 1, Trudy Mosk. Mat. Obs., Band 5, 1956, S. 3–80, Teil 2, Band 6, 1957, S. 1–133
- Sur la formule des coefficients universels pour les groupes d'homologie, Comptes Rendus de l'Académie des Sciences. Série I. Mathématique, Band 247, 1958, S. 396–398